# Dregs of the Earth
Dregs of the Earth e албум на американската джаз фюжън група Dixie Dregs, издаден през май 1980 г. Това е първият албум, който групата издава след подписването на договор с Arista Records (договорът включва издаването на още два албума). Албумът е продуциран от китариста Стив Морз. Той е авторът и на всички песни. Dregs of the Earth достига #27 място в джаз класацията на Билборд.

## Състав
- Стив Морз – китара
- Алън Суоан – струнни
- Анди Уест – бас
- Марк Периш – клавишни
- Род Моргенщайн – барабани